# Burg Neamț
Burg Neamț (rumänisch Cetatea Neamț oder Cetatea Neamțului) ist eine mittelalterliche Festung in der Stadt Târgu Neamț, Kreis Neamț im Nordosten von Rumänien. Sie wurde im 14. Jahrhundert im Fürstentum Moldau während der Regierungszeit von Petru I. Mușat von Moldau errichtet und im 15. Jahrhundert erweitert. Die Burg hatte eine Schlüsselrolle im Verteidigungssystem Stefans des Großen, zusammen mit Suceava, Chotyn, Soroca, Orhei, Bender, Kilija und Weißenburg.

## Geschichte
Aus Mangel an zuverlässigen Informationen über die Ursprünge der Burg Neamţ existieren mehrere Hypothesen, deren Verlässlichkeit oft in Frage gestellt wurde. Einige Historiker und Philologen, wie A.D. Xenopol, B.P. Hasdeu, D. Onciul ziehen in Betracht, dass – entsprechend der päpstlichen Bulle von 1232 – der Deutsche Orden aus dem Burzenland zwischen 1211 und 1225 auf der Ostseite der Karpaten ein castrum muntissimum errichtete, das später als diese Burg identifiziert wurde. Die deutsche (oder Sachsen-)Hypothese wurde von vielen rumänischen Historikern übernommen.

## Anlage
Die Festung liegt am unteren Hang des mit dichtem Eichenwald bedeckten, 525 Meter hohen Pleșu-Hügels. Der kurze Aufstieg auf einer Asphaltstraße beginnt etwa einen Kilometer westlich der zentralen Kreuzung von Târgu Neamț und führt durch eine touristische Infrastruktur mit Hotels und Restaurants. Der Fluss Neamț fließt parallel zum Hügel in südöstliche Richtung rund 600 Meter an der Festung vorbei. Der Hügel bildet den östlichen Zipfel eines zum Nationalpark Vânători-Neamț gehörenden geschlossenen Waldgebiets.
Fürst Petru I. Mușat (reg. 1375–1391) ließ um 1380 die Festung mit 3 Meter dicken und 12 bis 15 Meter hohen Mauern errichten. Die Blütezeit begann mit Ștefan cel Mare in der zweiten Hälfte des 15. Jahrhunderts. Die Mauern wurden erhöht, um vier Bastionen verstärkt und gegen die Hangseite im Norden und Nordosten durch einen tiefen Graben zusätzlich gesichert. Aus dieser Zeit stammt der über elf gemauerte Pfeiler führende Brückenzugang.

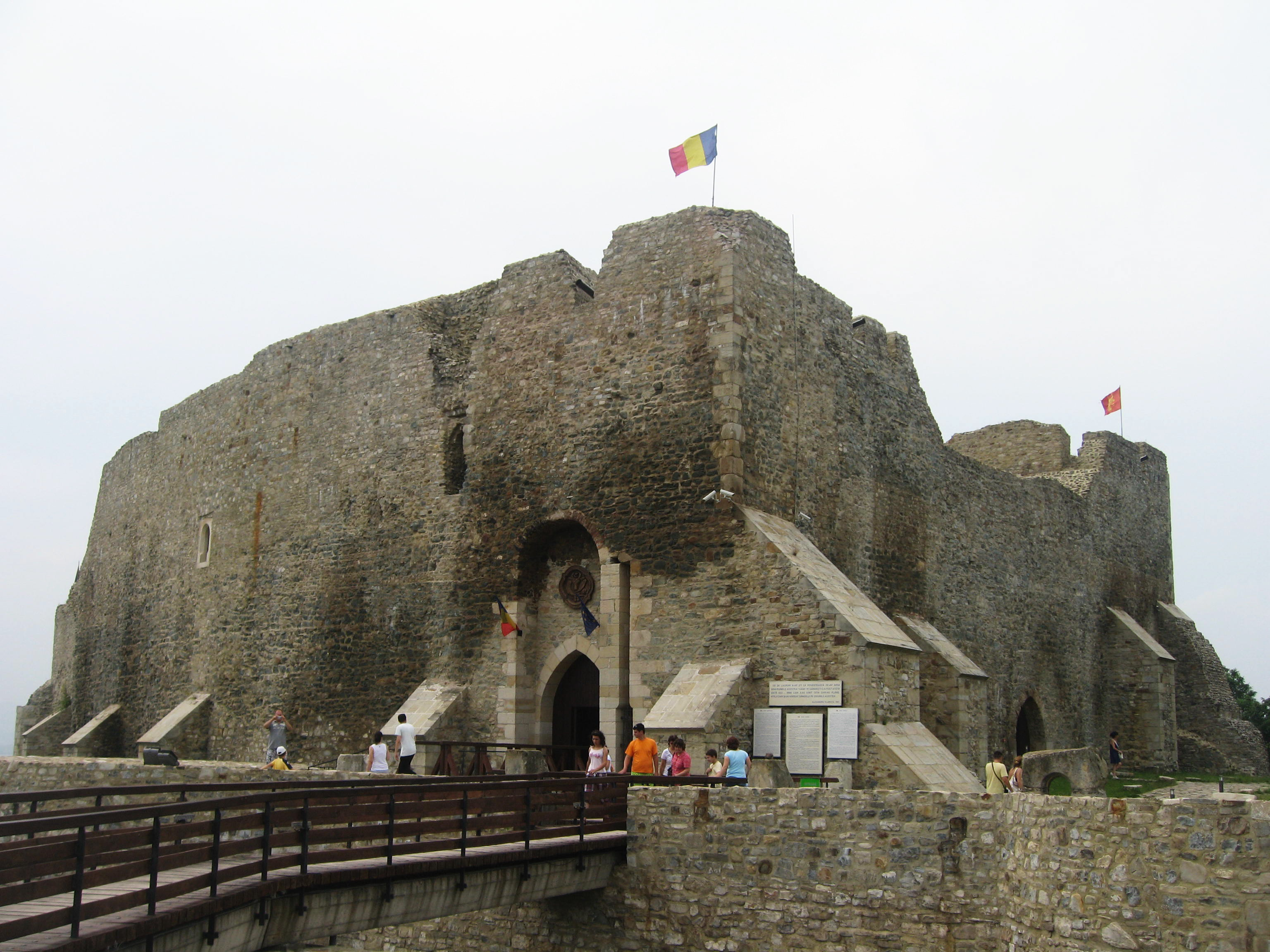
Eingang
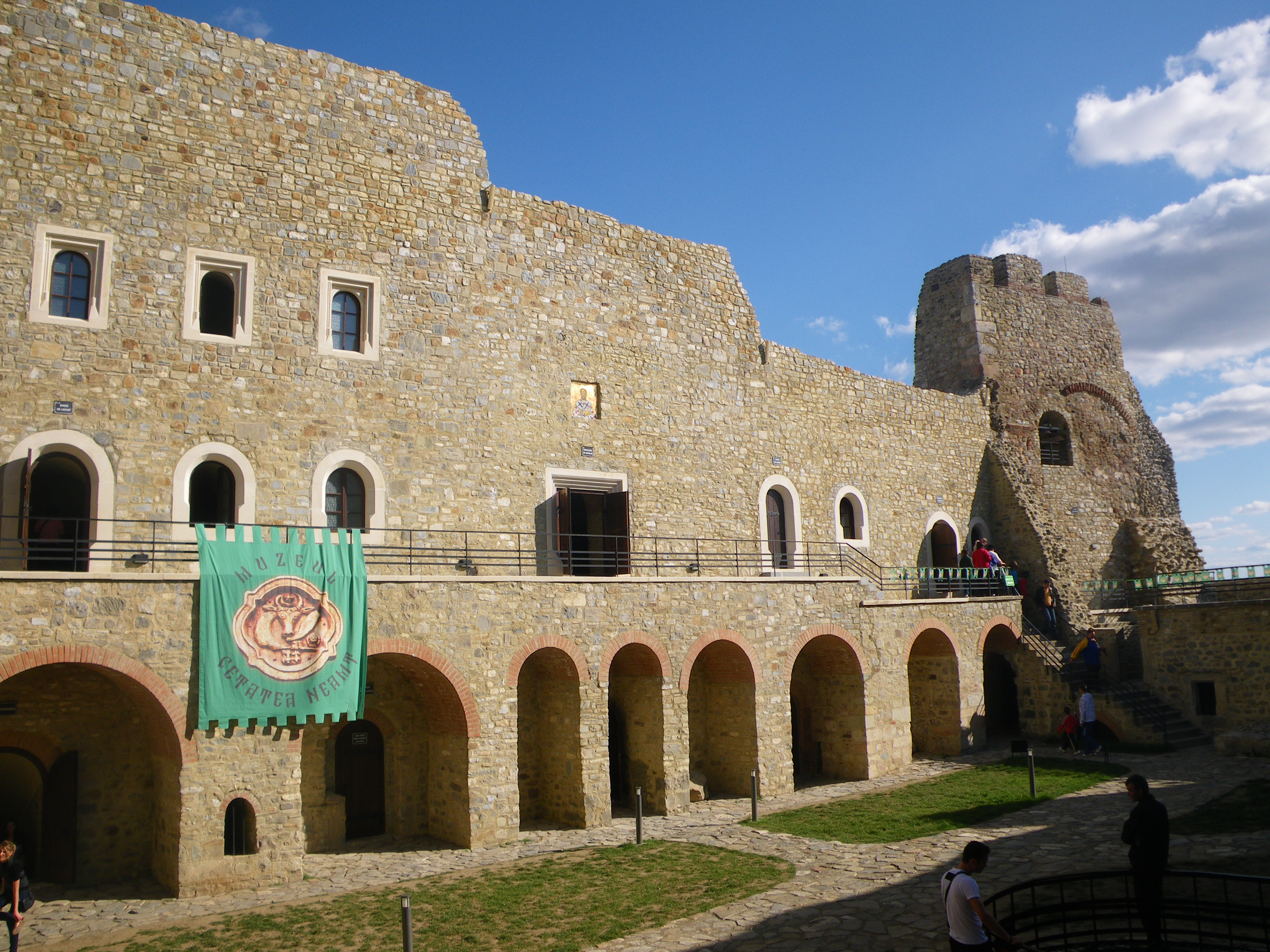
Innenhof
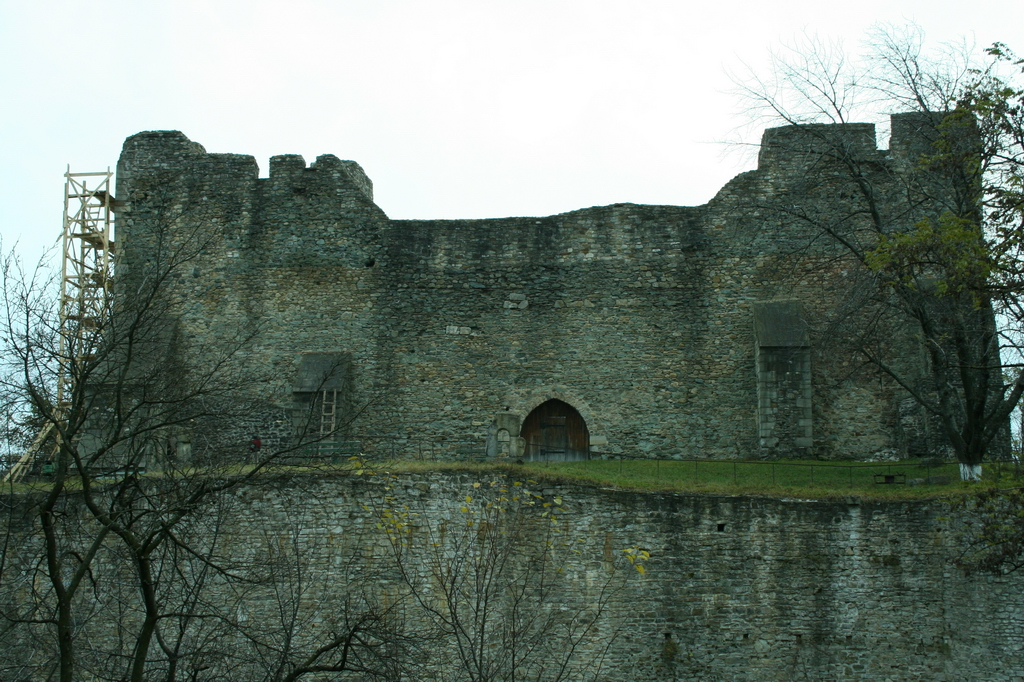
Rückseite
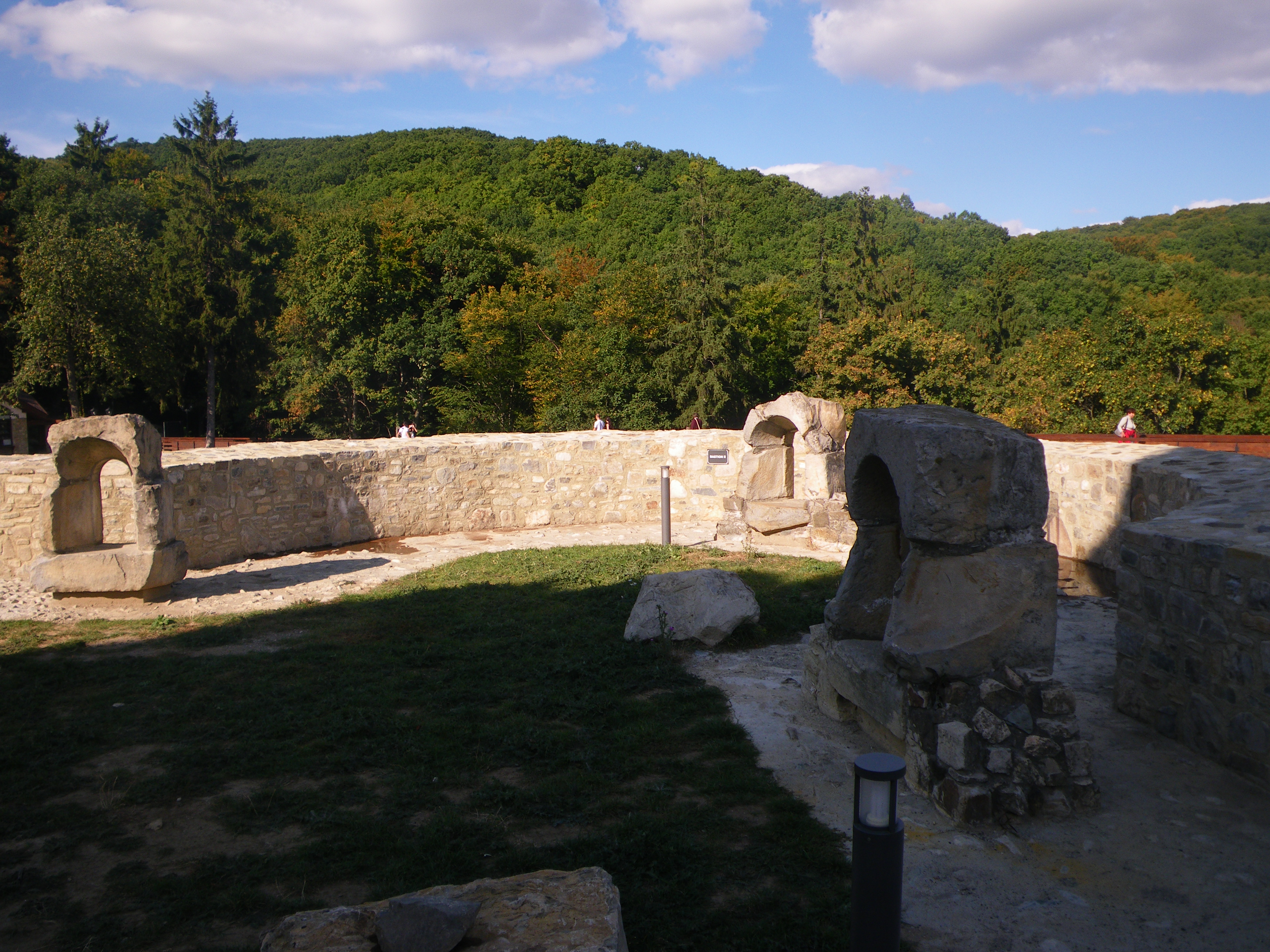
Blick nach Norden